# 魏武侯
魏武侯（？—前370年），中國戰國時魏國君主，姬姓，魏氏，名擊。前396年繼魏文侯位，前370年卒。

## 生平

### 立儲
魏文侯本立長子魏頎為後，而封魏擊於中山，後因魏頎愚鈍、魏擊聰慧仁孝而改立魏擊為後，封少子魏摯於中山。
魏國太子擊出行，遇見父親魏文侯的老師田子方，下車跪拜行禮。田子方卻不還禮。太子擊很生氣，對田子方說：“是富貴者能對人自高自大呢，還是貧賤者能對人自高自大呢？”田子方說：“只能是貧賤者能對人自高自大，富貴者怎麼敢對人自高自大呢！國君如果對人自高自大，那麼就要失去國土，大夫如果對人自高自大就將失去封邑。失去他的國土的人，沒有聽說有人用國君的規格對待他的；失去他的封邑的人，也沒有聽說有人用大夫的規格對待他的。貧賤的士，遊說不中聽，行爲不合君王的心意，就穿上鞋子離去罷了，到哪裏不能貧賤呢！”太子擊於是向田子方道歉。

### 武阳之战
（公元前397年）韩取、魏击率师围武阳，以复郜之师。鲁阳公率师救武阳，与晋师战于武阳之城下，楚师大败，鲁阳公、平夜悼武君、阳城桓定君，三执圭之君与右尹昭之俟死焉，楚人尽弃其旃幕车兵，犬逸而还。陈人焉反而入王子定于陈。楚邦以多亡城。楚师将救武阳，王命平夜悼武君李（使）人于齐陈淏求师。陈疾目率车千乘，以从楚师于武阳。甲戌，晋楚以战。丙子，齐师至岩，遂还。（《清华简·系年》）

### 嗣位
公元前396年，因其父魏斯逝世後，嗣位為魏侯。

### 立相
武侯元年（公元前395年），任命齊國公子田文擔任相邦。

### 襲鄭
武侯三年（公元前393年），遣軍攻擊鄭國。

### 奪楚大梁
武侯五年（公元前391年），魏武侯号召韩国、赵国结成三晋同盟，三晋联军大败楚军于大梁（今河南开封）、榆关（今河南中牟西南）。

### 被齊國攻擊
武侯六年（公元前390年），遭齊國攻擊，失襄陵。

### 向周王室請封
武侯七年（公元前389年），與齊大夫田和，楚及衛的特使在濁澤舉行高階層會議；應齊公國大夫田和請求，代向周安王請求封爵獲允。

### 驟變
武侯九年（公元前387年），田文去世，任命公叔痤擔任相邦；吳起遭公叔痤設計，逃亡投奔楚國。

### 魏趙三年戰爭
武侯十年（西元前386年），趙國公子趙朝作亂，前來投奔，協助攻擊趙新遷之都邯鄲失敗。
武侯十三年（西元前383年），魏趙三年戰爭開始，遣軍攻擊趙，在兔台大敗趙軍。

### 與韓趙聯軍
武侯十六年（西元前380年），與韓趙二侯國聯合攻擊齊國，大軍抵達桑丘。
武侯十八年（西元前378年），狄部落在澮水大敗邊防軍；與韓趙二國合攻齊國，大軍抵達靈丘。

### 廢晉
武侯二十年（西元前376年），與韓趙二國聯合罷黜晉公俱酒，貶為平民，瓜分其遺留領土，晉國滅亡。

### 伐齊
武侯二十三年（西元前373年），遣軍攻擊齊國，大軍抵達博陵。

### 擊趙
武侯二十四年（西元前372年），在北藺擊敗趙軍。

### 攻楚
武侯二十五年（西元前371年），遣軍攻擊楚國，佔領魯陽。

### 去世
武侯二十六年（西元前370年），魏擊去世，其臣上諡號曰“武”。因生前不立儲君即逝世，其子魏罃與魏緩開始繼位戰爭，魏國陷於內亂。

## 家庭
父親
- 魏文侯魏斯

兄弟
- 魏頎（武侯兄）
- 中山君魏摯（武侯弟）
- 公子傾（武侯妹）
- 公叔痤（或为族兄弟）

兒子
- 魏惠王魏罃
- 公子緩魏缓
- 公子卬魏卬